# Kám
Kám je vas na Madžarskem, ki upravno spada pod podregijo Vasvári Železne županije.